# リブート (miwaの曲)
「リブート」は、日本のシンガーソングライター・miwaの楽曲。25枚目のシングルとして2019年8月14日に発売された。

## 解説
タイトル楽曲「リブート」はTBS系 金曜ドラマ「凪のお暇」の主題歌として書き下ろされた。
「リブート」では著名な演奏者を迎え、またカップリング「すべて捨てても」では近年のライブバンドメンバーを多く迎えてレコーディングが行われている。
初回生産限定盤はAとBに分かれておりそれぞれ収録曲が異なる一方、通常盤には全曲収録となっている。また、シングルとしては珍しく初回生産限定盤が三方背ケースとなっている。

## 収録曲

### 初回生産限定盤A
1. リブート
  - 作詞・作曲：miwa、杉山勝彦[2] / 編曲：akkin

ボーカル・Aギター・コーラス、miwa[2]
アレンジ・Eギター、akkin[2]
ベース、OKP-STAR (元Aqua Timez)[2]
TBS系 金曜ドラマ『凪のお暇』主題歌
レコーディングのマイクにはmiwaの作品としては初めてNEUMANN製の「U-47」が使用された。デビュー時から同じくNEUMANN製の「M149 Tube」を使用していたが、2017年『We are the light』以降はソニー製「C-800G」に変更していたため、約2年ぶりにNEUMANN製に戻したことになる[6][7][8]。
2. すべて捨てても
  - 作詞・作曲：miwa / 編曲：Quatre-M

ボーカル・Aギター・コーラス、miwa[2]
Eギター、Quatre-M[2][9]
ベース、山口寛雄[2]
ピアノ、eji[2]
ドラム、河村吉宏[2]
3. タイトル
  - 作詞・作曲：miwa / 編曲：山口隆志

2018年11月2日に配信限定でリリースされた
日本テレビ『ぶらり途中下車の旅』エンディングテーマ
4. リブート (Instrumental)

#### DVD
1. リブート -music video-
2. タイトル -music video-

### 初回生産限定盤B
1. リブート
2. すべて捨てても
3. RUN FUN RUN
  - 作詞・作曲：miwa、NAOKI-T / 編曲：NAOKI-T

2019年2月1日に配信限定でリリースされた
「名古屋ウィメンズマラソン2019」公式応援ソング
4. リブート (Instrumental)

#### DVD
1. リブート -music video-
2. RUN FUN RUN -music video-

## 通常盤
1. リブート [4:03]
2. すべて捨てても [3:55]
3. タイトル [3:45]
4. RUN FUN RUN [3:55]
5. リブート (Instrumental) [4:02]

## 収録アルバム
リブート
- Sparkle
- miwa
  - mi

すべて捨てても
- miwa
  - wa